# Štedra
Štedra (cyr. Штедра) – wieś w Bośni i Hercegowinie, w Republice Serbskiej, w gminie Milići. W 2013 roku liczyła 81 mieszkańców.